# Polaina

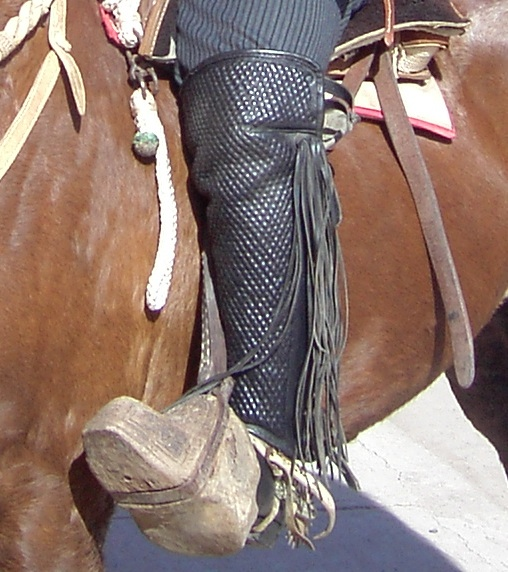
Pernera.

Las polainas son una prenda que protege la pierna desde la rodilla hasta el tobillo en el caso de la polaina larga y desde el tobillo hasta el empeine del pie en el caso de la polaina corta. 
Las polainas son medias o calcetines sin pie que se colocan en el exterior de la bota y del pantalón. Tienen forma tubular y se enganchan al pie, según la necesidad de sujeción, por una  cinta,  sirga o  correa. Según su uso, se utilizan diferentes tipos de cierres – cremallera,  botones, etc. – si bien la mayoría se ajustan por elasticidad. 
Históricamente, las polainas han sido prenda de labradores y pastores. Las polainas de cuero han formado parte de diferentes uniformes militares como complemento de la bota. Se ajustaban por botones, enganches o trenzado.

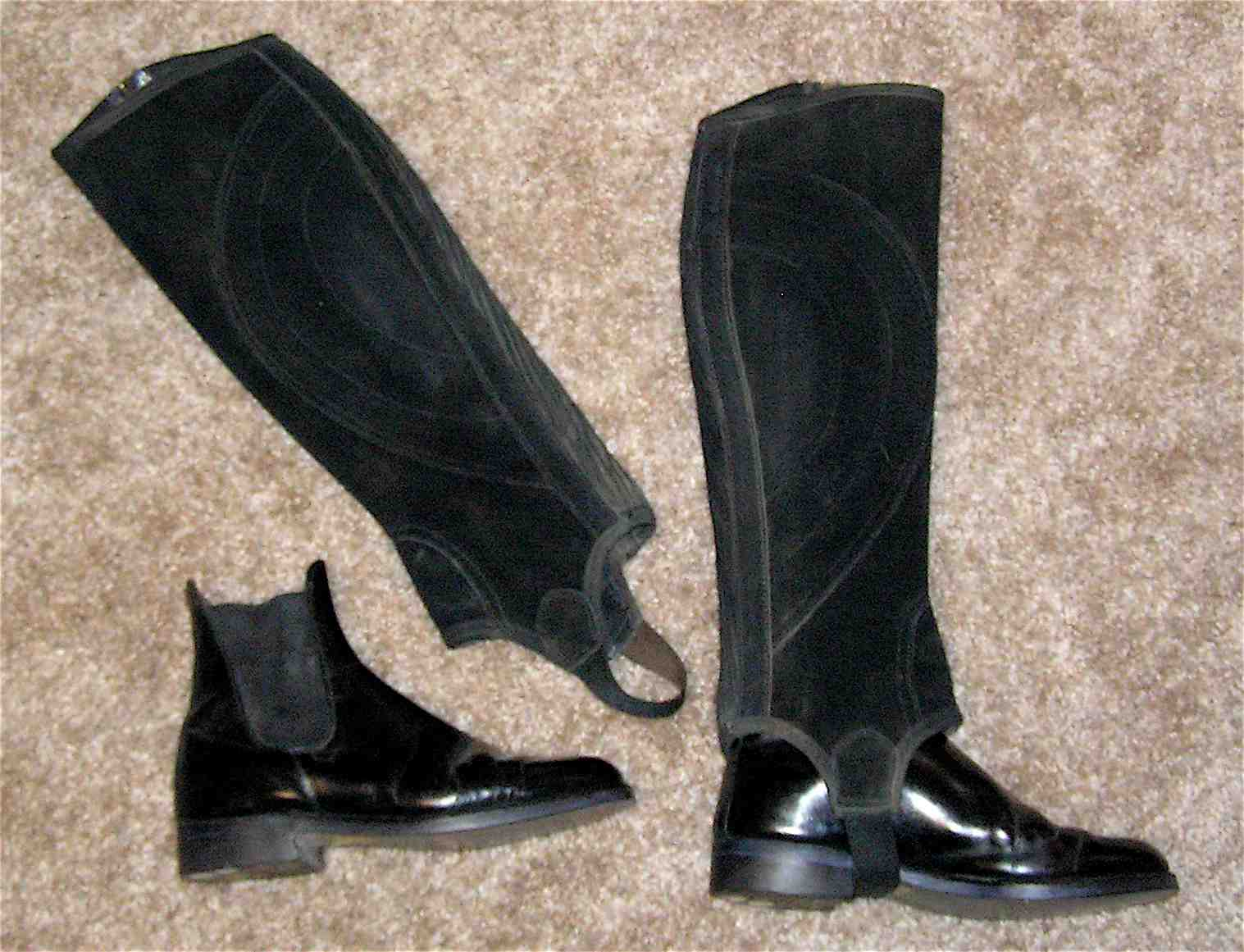
Botines y polainas.

Actualmente, se emplean para abrigo de los niños y también como protección contra piedras, humedad y suciedad en montañismo y otros deportes de aventura. En este caso, se utilizan materiales resistentes que incrementan la retención calorífica del calzado.  Suele tratarse de prendas impermeables con cierre elástico superior y enganche rígido al pie.
Las polainas cortas fueron indumentaria típica de los estratos  burgueses en el siglo XIX e inicios del siglo XX, en tales casos (cubriendo la bocamanga del pantalón y el empeine del calzado) más que cumplir con la función de abrigo cumplían con una función de adorno simbólico (como en cierto modo los sombreros chistera, bombín y homburg o las cadenillas en la cintura para los relojes de faltriquera).
Según el Diccionario de la Real Academia Española, en germanía se conocían por el nombre de grullas.

## Polainas de montaña  o «guetres»

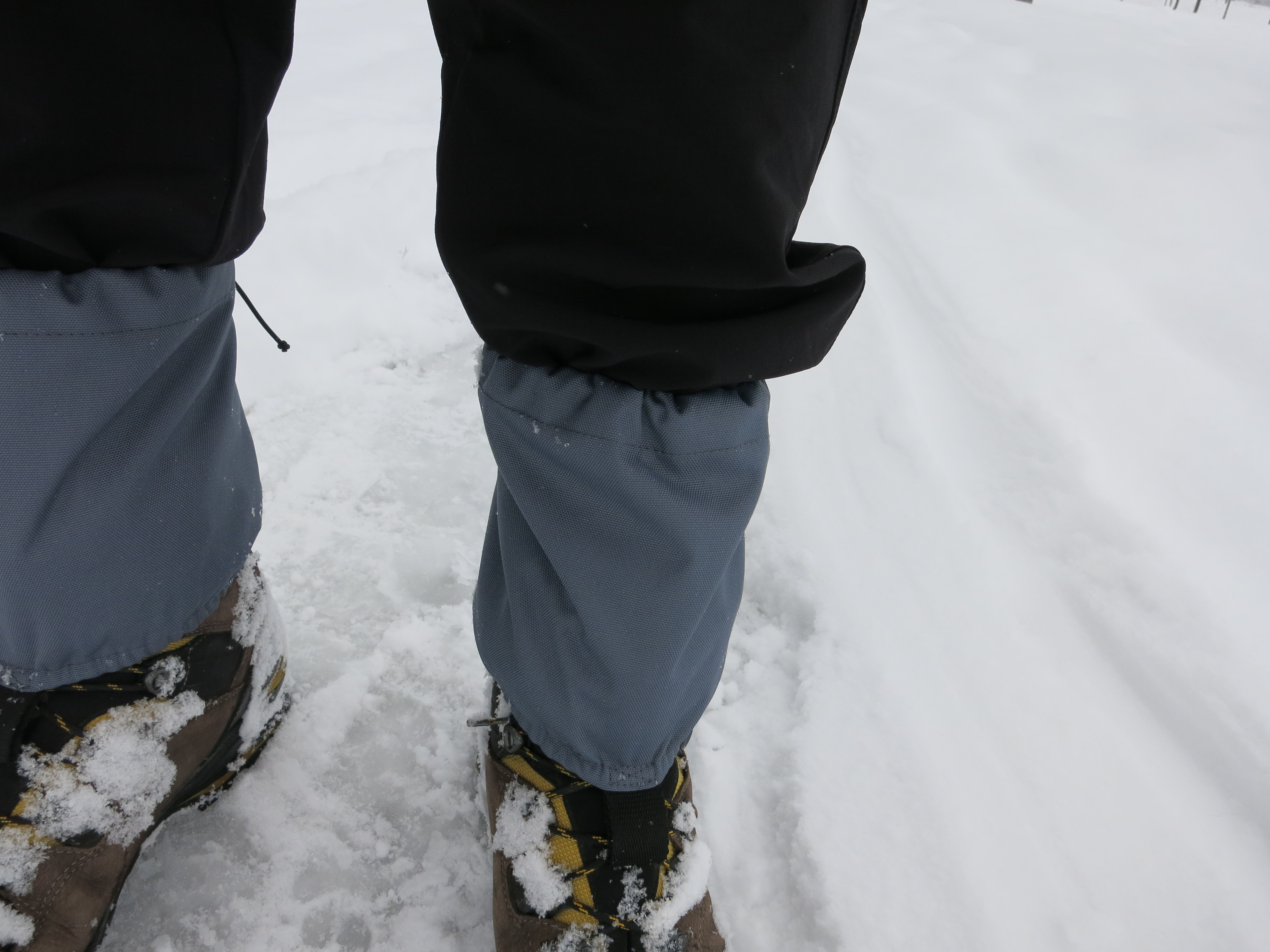
Polainas cortas de senderismo

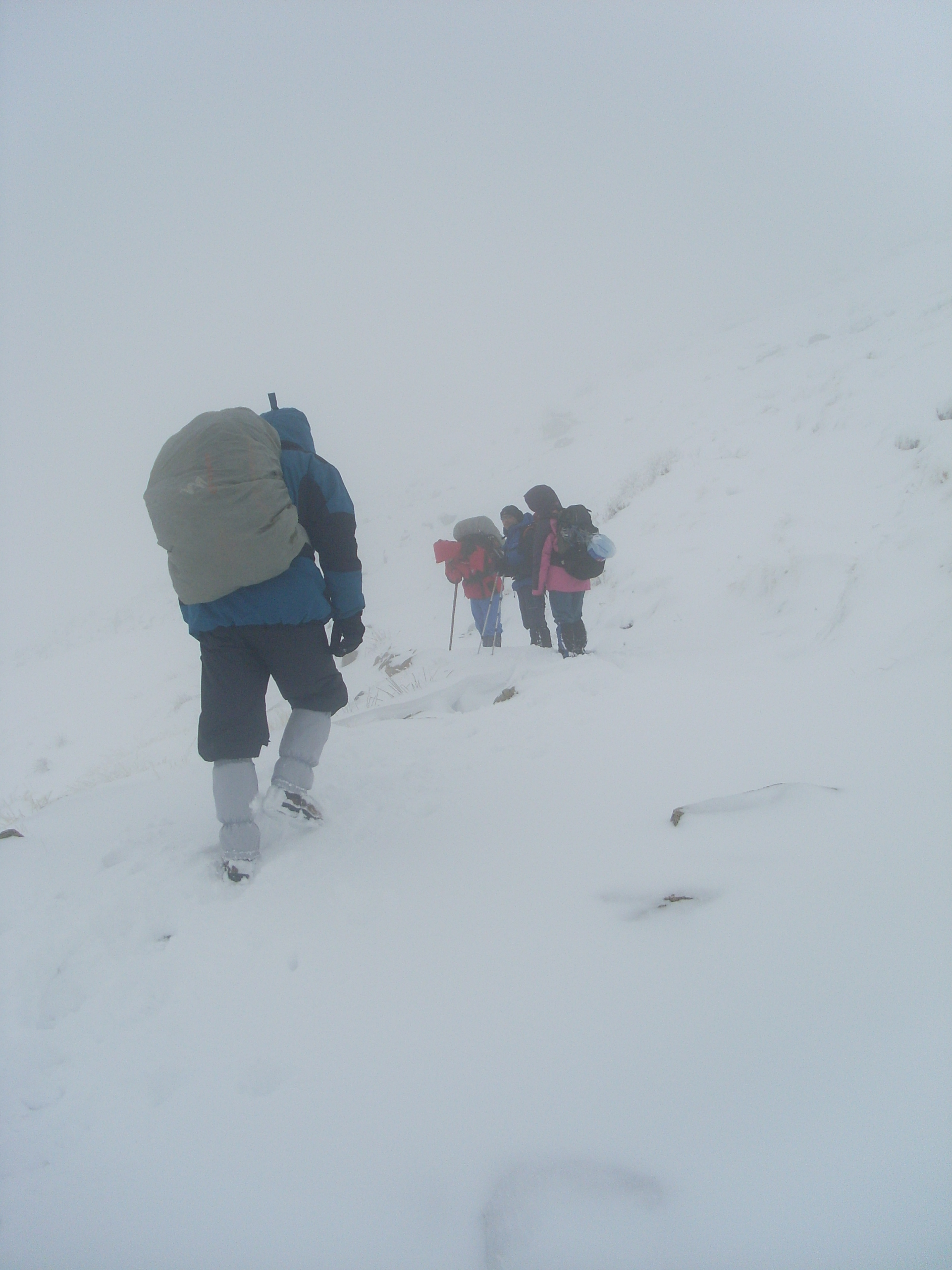
Uso de polainas en una ruta por Gredos.

Las polainas de montaña o «guetres» son unas fundas de material impermeable que se colocan en las piernas por encima de las botas. Su función es la de evitar que entre en la bota nieve, agua o pequeñas piedras.
Existen dos tipos de polainas, unas altas, que llegan hasta debajo de la rodilla, y otras bajas, que solo alcanzan media pierna. Según la función para la que se desee se deben usar unas u otras: las altas para la nieve o agua, y las bajas para otro tipo de protección como piedras, ramas u otros materiales.

### Estructura
- En la parte superior suelen llevar una goma elástica para impedir que resbalen hacia abajo.
- La sujeción bajo la bota más habitual es la sirga de acero, pero las más resistentes son las correas de neopreno o de uretano. Hay que ser muy cuidadosos a la hora de poner la hebilla para que no quede en el borde de la suela y no se aplaste al caminar.
- Cremalleras laterales para facilitar la puesta. Las mejores llevan una solapa con cierre de velcro que impide entre la humedad por ellas.
- En la parte inferior, por delante, llevan un pequeño gancho para sujetar la polaina a los cordones de la bota, quedando de ese modo sujetas y aportando mayor sujeción.

Las dos polainas no son, por tanto, iguales, sino simétricas. Una para la pierna derecha y otra para la izquierda. Al ponerlas, las cremalleras deben quedar en la parte externa, con los ganchitos de los cordones por delante.